# Ina Wroldsen/Auszeichnungen für Musikverkäufe

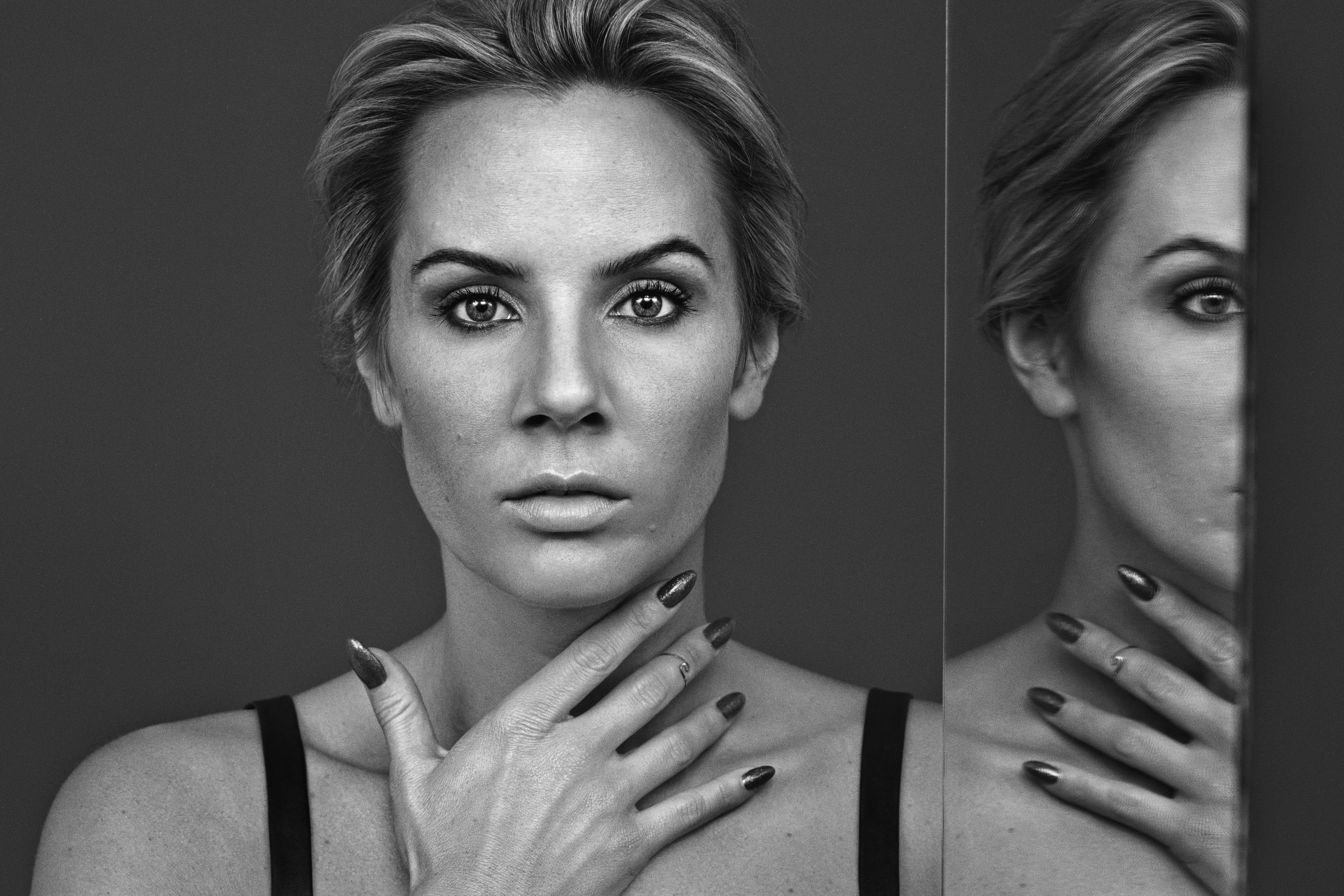
Ina Wroldsen (2015)

Dies ist eine Übersicht über die Auszeichnungen für Musikverkäufe der norwegischen Sängerin und Songwriterin Ina Wroldsen. Die Auszeichnungen finden sich nach ihrer Art (Gold, Platin usw.), nach Staaten getrennt in chronologischer Reihenfolge, geordnet sowie nach den Tonträgern selbst, ebenfalls in chronologischer Reihenfolge, getrennt nach Medium (Alben, Singles usw.), wieder.

## Auszeichnungen
| - Vereinigtes Königreich - 2015: für die Autorenbeteiligung Lullaby (Professor Green) - 2015: für die Autorenbeteiligung Notorious (The Saturdays) - 2017: für die Autorenbeteiligung Text from Your Ex (Tinie Tempah) - 2017: für die Autorenbeteiligung Hush Hush; Hush Hush (The Pussycat Dolls) - 2023: für die Autorenbeteiligung You Make Me Feel... (Cobra Starship) - 2024: für die Single Won’t Forget You - Australien - 2009: für die Autorenbeteiligung Hush Hush; Hush Hush (The Pussycat Dolls) - Belgien - 2018: für die Single Breathe - Brasilien - 2021: für die Autorenbeteiligung Empire (Shakira) - 2024: für die Autorenbeteiligung Hush Hush; Hush Hush (The Pussycat Dolls) - 2024: für die Autorenbeteiligung I Found You (The Wanted) - Dänemark - 2010: für die Autorenbeteiligung Impossible (Shontelle) - 2019: für die Single Breathe - 2020: für die Autorenbeteiligung Mad Love (Sean Paul & David Guetta) - 2022: für die Autorenbeteiligung Hold My Hand (Jess Glynne) - Deutschland - 2017: für die Autorenbeteiligung Alarm (Anne-Marie) - 2018: für die Autorenbeteiligung Mad Love (Sean Paul & David Guetta) - 2020: für die Autorenbeteiligung Hold My Hand (Jess Glynne) - 2023: für die Single Places - Frankreich - 2013: für die Autorenbeteiligung Impossible (James Arthur) - Italien - 2018: für die Single Breathe - 2019: für die Single Places - Japan - 2021: für das Streaming Symphony - Kanada - 2013: für die Autorenbeteiligung I Found You (The Wanted) - Österreich - 2013: für die Autorenbeteiligung Impossible (James Arthur) - 2016: für die Single How Deep Is Your Love - Polen - 2016: für die Autorenbeteiligung Adore (Jasmine Thompson) - 2022: für die Autorenbeteiligung Hold My Hand (Jess Glynne) - Schweden - 2013: für die Autorenbeteiligung Bombo (Adelén) - 2019: für die Single Breathe - Spanien - 2013: für das Streaming Impossible (James Arthur) - 2015: für die Autorenbeteiligung Hold My Hand (Jess Glynne) - 2018: für die Single Breathe - Vereinigte Staaten - 2017: für die Autorenbeteiligung Alarm (Anne-Marie) - Vereinigtes Königreich - 2020: für die Autorenbeteiligung Up (The Saturdays) - 2021: für die Autorenbeteiligung Impossible (Shontelle) - 2021: für die Autorenbeteiligung Twilight (Cover Drive) - 2021: für die Autorenbeteiligung Mad Love (Sean Paul & David Guetta) | - Australien - 2015: für die Autorenbeteiligung Hold My Hand (Jess Glynne) - 2020: für die Single Breathe - Belgien - 2014: für die Autorenbeteiligung Impossible (James Arthur) - 2016: für die Single How Deep Is Your Love - 2017: für die Autorenbeteiligung Symphony (Clean Bandit) - Brasilien - 2024: für die Autorenbeteiligung Impossible (Shontelle) - Dänemark - 2020: für die Single Strongest - 2021: für die Autorenbeteiligung Impossible (James Arthur) - Deutschland - 2023: für die Single Breathe - Frankreich - 2020: für die Autorenbeteiligung Mad Love (Sean Paul & David Guetta) - 2023: für die Single Places - Irland - 2016: für die Single Alarm - Italien - 2014: für die Autorenbeteiligung Impossible (James Arthur) - 2016: für die Autorenbeteiligung Adore (Jasmine Thompson) - 2017: für die Autorenbeteiligung Alarm (Anne-Marie) - 2019: für die Autorenbeteiligung Mad Love (Sean Paul & David Guetta) - Kanada - 2015: für die Single How Deep Is Your Love - 2018: für die Autorenbeteiligung Hold My Hand (Jess Glynne) - 2019: für die Autorenbeteiligung Mad Love (Sean Paul & David Guetta) - 2020: für die Single Breathe - 2022: für die Autorenbeteiligung Alarm (Anne-Marie) - Neuseeland - 2011: für die Autorenbeteiligung You Make Me Feel... (Cobra Starship) - 2017: für die Autorenbeteiligung Rockabye (Clean Bandit) - 2017: für die Autorenbeteiligung Symphony (Clean Bandit) - Niederlande - 2015: für die Autorenbeteiligung Hold My Hand - 2018: für die Autorenbeteiligung Alarm (Anne-Marie) - Norwegen - 2015: für die Autorenbeteiligung Olé (Adelén) - 2017: für die Autorenbeteiligung Alarm (Anne-Marie) - Österreich - 2019: für die Autorenbeteiligung Rockabye (Clean Bandit) - 2020: für die Autorenbeteiligung Symphony (Clean Bandit) - Polen - 2017: für die Autorenbeteiligung Alarm (Anne-Marie) - Portugal - 2019: für die Single Impossible - 2022: für die Single How Deep Is Your Love - Schweden - 2013: für die Autorenbeteiligung Impossible (James Arthur) - 2015: für die Single How Deep Is Your Love - Spanien - 2018: für die Autorenbeteiligung Mad Love (Sean Paul & David Guetta) - 2024: für die Autorenbeteiligung Impossible (James Arthur) - Vereinigte Staaten - 2010: für die Autorenbeteiligung Impossible (Shontelle) - 2014: für die Autorenbeteiligung Empire (Shakira) - 2018: für die Autorenbeteiligung Hold My Hand (Jess Glynne) - 2018: für die Autorenbeteiligung Symphony (Clean Bandit) - Vereinigtes Königreich - 2017: für die Autorenbeteiligung Alarm (Anne-Marie) - 2018: für die Single Breathe - 2021: für die Autorenbeteiligung Higher (The Saturdays) - 2023: für die Autorenbeteiligung Ego (The Saturdays) - Deutschland - 2021: für die Autorenbeteiligung Symphony (Clean Bandit) - 2023: für die Single How Deep Is Your Love | - Belgien - 2017: für die Autorenbeteiligung Rockabye (Clean Bandit) - Brasilien - 2024: für die Autorenbeteiligung Mad Love (Sean Paul & David Guetta) - Dänemark - 2020: für die Single How Deep Is Your Love - 2022: für die Autorenbeteiligung Symphony (Clean Bandit) - Deutschland - 2019: für die Autorenbeteiligung Rockabye (Clean Bandit) - Italien - 2016: für die Autorenbeteiligung Hold My Hand (Jess Glynne) - Kanada - 2011: für die Autorenbeteiligung You Make Me Feel... (Cobra Starship) - Neuseeland - 2016: für die Single How Deep Is Your Love - Norwegen - 2016: für die Single Lay It on Me - Polen - 2020: für die Single Obsessed - 2020: für die Autorenbeteiligung Mad Love (Sean Paul & David Guetta) - 2021: für die Single Breathe - Portugal - 2019: für die Autorenbeteiligung Rockabye - 2022: für die Autorenbeteiligung Symphony (Clean Bandit) - Schweiz - 2013: für die Autorenbeteiligung Impossible (James Arthur) - 2017: für die Single How Deep Is Your Love - 2017: für die Autorenbeteiligung Rockabye (Clean Bandit) - 2017: für die Autorenbeteiligung Symphony (Clean Bandit) - Spanien - 2015: für die Single How Deep Is Your Love - 2024: für die Autorenbeteiligung Symphony (Clean Bandit) - Vereinigtes Königreich - 2024: für die Single Places - Australien - 2012: für die Autorenbeteiligung You Make Me Feel... (Cobra Starship) - 2018: für die Autorenbeteiligung Alarm (Anne-Marie) - Dänemark - 2024: für die Autorenbeteiligung Rockabye (Clean Bandit) - Deutschland - 2023: für die Autorenbeteiligung Impossible (James Arthur) - Italien - 2016: für die Single How Deep Is Your Love - Kanada - 2024: für die Autorenbeteiligung Impossible (James Arthur) - Neuseeland - 2013: für die Autorenbeteiligung Impossible (James Arthur) - Norwegen - 2013: für das Streaming Bombo (Adelén) - 2015: für die Autorenbeteiligung Bombo (Adelén) - Vereinigte Staaten - 2018: für die Autorenbeteiligung Rockabye (Clean Bandit) - 2021: für die Autorenbeteiligung You Make Me Feel... (Cobra Starship) - Vereinigtes Königreich - 2021: für die Single How Deep Is Your Love - 2021: für die Autorenbeteiligung Hold My Hand (Jess Glynne) - Italien - 2018: für die Autorenbeteiligung Symphony (Clean Bandit) - Kanada - 2020: für die Autorenbeteiligung Symphony (Clean Bandit) - Norwegen - 2017: für die Autorenbeteiligung Rockabye (Clean Bandit) - 2020: für die Autorenbeteiligung Symphony (Clean Bandit) - Spanien - 2017: für die Autorenbeteiligung Rockabye (Clean Bandit) - Vereinigte Staaten - 2023: für die Single How Deep Is Your Love - Vereinigtes Königreich - 2022: für die Autorenbeteiligung Symphony (Clean Bandit) - 2023: für die Autorenbeteiligung Rockabye (Clean Bandit) - 2024: für die Autorenbeteiligung Impossible (James Arthur) - Australien - 2014: für die Autorenbeteiligung Impossible (James Arthur) - 2018: für die Autorenbeteiligung Rockabye (Clean Bandit) - 2019: für die Autorenbeteiligung Symphony (Clean Bandit) - Niederlande - 2018: für die Autorenbeteiligung Rockabye (Clean Bandit) - Italien - 2018: für die Autorenbeteiligung Rockabye (Clean Bandit) - Australien - 2023: für die Single How Deep Is Your Love - Kanada - 2023: für die Autorenbeteiligung Rockabye (Clean Bandit) - Brasilien - 2022: für die Autorenbeteiligung Impossible (James Arthur) - Frankreich - 2017: für die Autorenbeteiligung Rockabye (Clean Bandit) - 2018: für die Autorenbeteiligung Symphony (Clean Bandit) - Mexiko - 2020: für die Single How Deep Is Your Love - Polen - 2021: für die Autorenbeteiligung Symphony (Clean Bandit) - Brasilien - 2021: für die Single How Deep Is Your Love - Brasilien - 2023: für die Single Favela - Polen - 2017: für die Single How Deep Is Your Love - 2021: für die Autorenbeteiligung Rockabye (Clean Bandit) |

## Auszeichnungen nach Singles

### How Deep Is Your Love
| Land/Region                  | Auszeichnungen für Musikverkäufe (Land/Region, Auszeichnung, Verkäufe) | Verkäufe  |
| ---------------------------- | ---------------------------------------------------------------------- | --------- |
| Australien (ARIA)            | 8× Platin                                                              | 560.000   |
| Belgien (BRMA)               | Platin                                                                 | 30.000    |
| Brasilien (PMB)              | 2× Diamant                                                             | 500.000   |
| Dänemark (IFPI)              | 2× Platin                                                              | 180.000   |
| Deutschland (BVMI)           | 3× Gold                                                                | 600.000   |
| Frankreich (SNEP)            | —                                                                      | 39.300    |
| Italien (FIMI)               | 3× Platin                                                              | 150.000   |
| Kanada (MC)                  | Platin                                                                 | 80.000    |
| Mexiko (AMPROFON)            | Diamant                                                                | 300.000   |
| Neuseeland (RMNZ)            | 2× Platin                                                              | 30.000    |
| Österreich (IFPI)            | Gold                                                                   | 15.000    |
| Polen (ZPAV)                 | 3× Diamant                                                             | 300.000   |
| Portugal (AFP)               | Platin                                                                 | 10.000    |
| Schweden (IFPI)              | Platin                                                                 | 40.000    |
| Schweiz (IFPI)               | 2× Platin                                                              | 60.000    |
| Spanien (Promusicae)         | 2× Platin                                                              | 80.000    |
| Vereinigte Staaten (RIAA)    | 4× Platin                                                              | 4.000.000 |
| Vereinigtes Königreich (BPI) | 3× Platin                                                              | 1.820.000 |
| Insgesamt                    | 2× Gold · 31× Platin · 6× Diamant ·                                    | 8.794.300 |

### Lay It on Me
| Land/Region     | Auszeichnungen für Musikverkäufe (Land/Region, Auszeichnung, Verkäufe) | Verkäufe |
| --------------- | ---------------------------------------------------------------------- | -------- |
| Norwegen (IFPI) | 2× Platin                                                              | 20.000   |
| Insgesamt       | 2× Platin ·                                                            | 20.000   |

### Places
| Land/Region                  | Auszeichnungen für Musikverkäufe (Land/Region, Auszeichnung, Verkäufe) | Verkäufe  |
| ---------------------------- | ---------------------------------------------------------------------- | --------- |
| Deutschland (BVMI)           | Gold                                                                   | 200.000   |
| Frankreich (SNEP)            | Platin                                                                 | 200.000   |
| Italien (FIMI)               | Gold                                                                   | 25.000    |
| Vereinigtes Königreich (BPI) | 2× Platin                                                              | 1.200.000 |
| Insgesamt                    | 2× Gold · 3× Platin ·                                                  | 1.625.000 |

### Strongest
| Land/Region     | Auszeichnungen für Musikverkäufe (Land/Region, Auszeichnung, Verkäufe) | Verkäufe |
| --------------- | ---------------------------------------------------------------------- | -------- |
| Dänemark (IFPI) | Platin                                                                 | 90.000   |
| Insgesamt       | 1× Platin ·                                                            | 90.000   |

### Favela
| Land/Region     | Auszeichnungen für Musikverkäufe (Land/Region, Auszeichnung, Verkäufe) | Verkäufe |
| --------------- | ---------------------------------------------------------------------- | -------- |
| Brasilien (PMB) | 3× Diamant                                                             | 480.000  |
| Insgesamt       | 3× Diamant ·                                                           | 480.000  |

### Breathe
| Land/Region                  | Auszeichnungen für Musikverkäufe (Land/Region, Auszeichnung, Verkäufe) | Verkäufe  |
| ---------------------------- | ---------------------------------------------------------------------- | --------- |
| Australien (ARIA)            | Platin                                                                 | 70.000    |
| Belgien (BRMA)               | Gold                                                                   | 15.000    |
| Dänemark (IFPI)              | Gold                                                                   | 45.000    |
| Deutschland (BVMI)           | Platin                                                                 | 400.000   |
| Italien (FIMI)               | Gold                                                                   | 25.000    |
| Kanada (MC)                  | Platin                                                                 | 80.000    |
| Polen (ZPAV)                 | 2× Platin                                                              | 100.000   |
| Schweden (IFPI)              | Gold                                                                   | 40.000    |
| Spanien (Promusicae)         | Gold                                                                   | 20.000    |
| Vereinigtes Königreich (BPI) | Platin                                                                 | 600.000   |
| Insgesamt                    | 5× Gold · 6× Platin ·                                                  | 1.395.000 |

### Obsessed
| Land/Region  | Auszeichnungen für Musikverkäufe (Land/Region, Auszeichnung, Verkäufe) | Verkäufe |
| ------------ | ---------------------------------------------------------------------- | -------- |
| Polen (ZPAV) | 2× Platin                                                              | 40.000   |
| Insgesamt    | 2× Platin ·                                                            | 40.000   |

### Won’t Forget You
| Land/Region                  | Auszeichnungen für Musikverkäufe (Land/Region, Auszeichnung, Verkäufe) | Verkäufe |
| ---------------------------- | ---------------------------------------------------------------------- | -------- |
| Vereinigtes Königreich (BPI) | Silber                                                                 | 200.000  |
| Insgesamt                    | 1× Silber ·                                                            | 200.000  |

## Auszeichnungen nach Autorenbeteiligungen

### Up (The Saturdays)
| Land/Region                  | Auszeichnungen für Musikverkäufe (Land/Region, Auszeichnung, Verkäufe) | Verkäufe |
| ---------------------------- | ---------------------------------------------------------------------- | -------- |
| Vereinigtes Königreich (BPI) | Gold                                                                   | 400.000  |
| Insgesamt                    | 1× Gold ·                                                              | 400.000  |

### Hush Hush; Hush Hush (The Pussycat Dolls)
| Land/Region                  | Auszeichnungen für Musikverkäufe (Land/Region, Auszeichnung, Verkäufe) | Verkäufe |
| ---------------------------- | ---------------------------------------------------------------------- | -------- |
| Australien (ARIA)            | Gold                                                                   | 35.000   |
| Brasilien (PMB)              | Gold                                                                   | 30.000   |
| Vereinigtes Königreich (BPI) | Silber                                                                 | 200.000  |
| Insgesamt                    | 1× Silber · 2× Gold ·                                                  | 265.000  |

### Ego (The Saturdays)
| Land/Region                  | Auszeichnungen für Musikverkäufe (Land/Region, Auszeichnung, Verkäufe) | Verkäufe |
| ---------------------------- | ---------------------------------------------------------------------- | -------- |
| Vereinigtes Königreich (BPI) | Platin                                                                 | 600.000  |
| Insgesamt                    | 1× Platin ·                                                            | 600.000  |

### Impossible(Shontelle)
| Land/Region                  | Auszeichnungen für Musikverkäufe (Land/Region, Auszeichnung, Verkäufe) | Verkäufe  |
| ---------------------------- | ---------------------------------------------------------------------- | --------- |
| Brasilien (PMB)              | Platin                                                                 | 60.000    |
| Dänemark (IFPI)              | Gold                                                                   | 15.000    |
| Vereinigte Staaten (RIAA)    | Platin                                                                 | 1.000.000 |
| Vereinigtes Königreich (BPI) | Gold                                                                   | 400.000   |
| Insgesamt                    | 2× Gold · 2× Platin ·                                                  | 1.475.000 |

### Higher (The Saturdays)
| Land/Region                  | Auszeichnungen für Musikverkäufe (Land/Region, Auszeichnung, Verkäufe) | Verkäufe |
| ---------------------------- | ---------------------------------------------------------------------- | -------- |
| Vereinigtes Königreich (BPI) | Platin                                                                 | 600.000  |
| Insgesamt                    | 1× Platin ·                                                            | 600.000  |

### You Make Me Feel… (Cobra Starship)
| Land/Region                  | Auszeichnungen für Musikverkäufe (Land/Region, Auszeichnung, Verkäufe) | Verkäufe  |
| ---------------------------- | ---------------------------------------------------------------------- | --------- |
| Australien (ARIA)            | 3× Platin                                                              | 210.000   |
| Kanada (MC)                  | 2× Platin                                                              | 160.000   |
| Neuseeland (RMNZ)            | Platin                                                                 | 15.000    |
| Vereinigte Staaten (RIAA)    | 3× Platin                                                              | 3.000.000 |
| Vereinigtes Königreich (BPI) | Silber                                                                 | 200.000   |
| Insgesamt                    | 1× Silber · 9× Platin ·                                                | 3.585.000 |

### Notorious (The Saturdays)
| Land/Region                  | Auszeichnungen für Musikverkäufe (Land/Region, Auszeichnung, Verkäufe) | Verkäufe |
| ---------------------------- | ---------------------------------------------------------------------- | -------- |
| Vereinigtes Königreich (BPI) | Silber                                                                 | 200.000  |
| Insgesamt                    | 1× Silber ·                                                            | 200.000  |

### Twilight(Cover Drive)
| Land/Region                  | Auszeichnungen für Musikverkäufe (Land/Region, Auszeichnung, Verkäufe) | Verkäufe |
| ---------------------------- | ---------------------------------------------------------------------- | -------- |
| Vereinigtes Königreich (BPI) | Gold                                                                   | 400.000  |
| Insgesamt                    | 1× Gold ·                                                              | 400.000  |

### I Found You (The Wanted)
| Land/Region     | Auszeichnungen für Musikverkäufe (Land/Region, Auszeichnung, Verkäufe) | Verkäufe |
| --------------- | ---------------------------------------------------------------------- | -------- |
| Brasilien (PMB) | Gold                                                                   | 30.000   |
| Kanada (MC)     | Gold                                                                   | 40.000   |
| Insgesamt       | 2× Gold ·                                                              | 70.000   |

### Impossible(James Arthur)
| Land/Region                  | Auszeichnungen für Musikverkäufe (Land/Region, Auszeichnung, Verkäufe) | Verkäufe  |
| ---------------------------- | ---------------------------------------------------------------------- | --------- |
| Australien (ARIA)            | 5× Platin                                                              | 350.000   |
| Belgien (BRMA)               | Platin                                                                 | 40.000    |
| Brasilien (PMB)              | Diamant                                                                | 250.000   |
| Dänemark (IFPI)              | Platin                                                                 | 90.000    |
| Deutschland (BVMI)           | 3× Platin                                                              | 900.000   |
| Frankreich (SNEP)            | Gold                                                                   | 128.400   |
| Italien (FIMI)               | Platin                                                                 | 30.000    |
| Kanada (MC)                  | 3× Platin                                                              | 240.000   |
| Neuseeland (RMNZ)            | 3× Platin                                                              | 45.000    |
| Österreich (IFPI)            | Gold                                                                   | 15.000    |
| Portugal (AFP)               | Platin                                                                 | 10.000    |
| Schweden (IFPI)              | Platin                                                                 | 40.000    |
| Schweiz (IFPI)               | 2× Platin                                                              | 60.000    |
| Spanien (Promusicae)         | Platin                                                                 | 60.000    |
| Vereinigtes Königreich (BPI) | 4× Platin                                                              | 2.400.000 |
| Insgesamt                    | 2× Gold · 26× Platin · 1× Diamant ·                                    | 4.658.400 |

### Bombo (Adelén)
| Land/Region     | Auszeichnungen für Musikverkäufe (Land/Region, Auszeichnung, Verkäufe) | Verkäufe |
| --------------- | ---------------------------------------------------------------------- | -------- |
| Norwegen (IFPI) | 3× Platin                                                              | 120.000  |
| Schweden (IFPI) | Gold                                                                   | 20.000   |
| Insgesamt       | 1× Gold · 3× Platin ·                                                  | 140.000  |

### Empire (Shakira)
| Land/Region               | Auszeichnungen für Musikverkäufe (Land/Region, Auszeichnung, Verkäufe) | Verkäufe  |
| ------------------------- | ---------------------------------------------------------------------- | --------- |
| Brasilien (PMB)           | Gold                                                                   | 30.000    |
| Vereinigte Staaten (RIAA) | Platin                                                                 | 1.000.000 |
| Insgesamt                 | 1× Gold · 1× Platin ·                                                  | 1.030.000 |

### Olé (Adelén)
| Land/Region     | Auszeichnungen für Musikverkäufe (Land/Region, Auszeichnung, Verkäufe) | Verkäufe |
| --------------- | ---------------------------------------------------------------------- | -------- |
| Norwegen (IFPI) | Platin                                                                 | 40.000   |
| Insgesamt       | 1× Platin ·                                                            | 40.000   |

### Lullaby (Professor Green)
| Land/Region                  | Auszeichnungen für Musikverkäufe (Land/Region, Auszeichnung, Verkäufe) | Verkäufe |
| ---------------------------- | ---------------------------------------------------------------------- | -------- |
| Vereinigtes Königreich (BPI) | Silber                                                                 | 200.000  |
| Insgesamt                    | 1× Silber ·                                                            | 200.000  |

### Hold My Hand (Jess Glynne)
| Land/Region                  | Auszeichnungen für Musikverkäufe (Land/Region, Auszeichnung, Verkäufe) | Verkäufe  |
| ---------------------------- | ---------------------------------------------------------------------- | --------- |
| Australien (ARIA)            | Platin                                                                 | 70.000    |
| Dänemark (IFPI)              | Gold                                                                   | 45.000    |
| Deutschland (BVMI)           | Gold                                                                   | 200.000   |
| Italien (FIMI)               | 2× Platin                                                              | 100.000   |
| Kanada (MC)                  | Platin                                                                 | 80.000    |
| Niederlande (NVPI)           | Platin                                                                 | 30.000    |
| Polen (ZPAV)                 | Gold                                                                   | 25.000    |
| Spanien (Promusicae)         | Gold                                                                   | 20.000    |
| Vereinigte Staaten (RIAA)    | Platin                                                                 | 1.000.000 |
| Vereinigtes Königreich (BPI) | 3× Platin                                                              | 1.800.000 |
| Insgesamt                    | 4× Gold · 9× Platin ·                                                  | 3.370.000 |

### Adore (Jasmine Thompson)
| Land/Region    | Auszeichnungen für Musikverkäufe (Land/Region, Auszeichnung, Verkäufe) | Verkäufe |
| -------------- | ---------------------------------------------------------------------- | -------- |
| Italien (FIMI) | Platin                                                                 | 50.000   |
| Polen (ZPAV)   | Gold                                                                   | 10.000   |
| Insgesamt      | 1× Gold · 1× Platin ·                                                  | 60.000   |

### Alarm (Anne-Marie)
| Land/Region                  | Auszeichnungen für Musikverkäufe (Land/Region, Auszeichnung, Verkäufe) | Verkäufe  |
| ---------------------------- | ---------------------------------------------------------------------- | --------- |
| Australien (ARIA)            | 3× Platin                                                              | 210.000   |
| Deutschland (BVMI)           | Gold                                                                   | 200.000   |
| Irland (IRMA)                | Platin                                                                 | 15.000    |
| Italien (FIMI)               | Platin                                                                 | 50.000    |
| Kanada (MC)                  | Platin                                                                 | 80.000    |
| Niederlande (NVPI)           | Platin                                                                 | 80.000    |
| Norwegen (IFPI)              | Platin                                                                 | 40.000    |
| Polen (ZPAV)                 | Platin                                                                 | 20.000    |
| Vereinigte Staaten (RIAA)    | Gold                                                                   | 500.000   |
| Vereinigtes Königreich (BPI) | Platin                                                                 | 1.100.000 |
| Insgesamt                    | 2× Gold · 10× Platin ·                                                 | 2.295.000 |

### Rockabye (Clean Bandit)
| Land/Region                  | Auszeichnungen für Musikverkäufe (Land/Region, Auszeichnung, Verkäufe) | Verkäufe  |
| ---------------------------- | ---------------------------------------------------------------------- | --------- |
| Australien (ARIA)            | 5× Platin                                                              | 350.000   |
| Belgien (BRMA)               | 2× Platin                                                              | 60.000    |
| Dänemark (IFPI)              | 3× Platin                                                              | 270.000   |
| Deutschland (BVMI)           | 2× Platin                                                              | 800.000   |
| Frankreich (SNEP)            | Diamant                                                                | 233.333   |
| Italien (FIMI)               | 7× Platin                                                              | 350.000   |
| Kanada (MC)                  | 9× Platin                                                              | 720.000   |
| Neuseeland (RMNZ)            | Platin                                                                 | 30.000    |
| Niederlande (NVPI)           | 5× Platin                                                              | 400.000   |
| Norwegen (IFPI)              | 4× Platin                                                              | 160.000   |
| Österreich (IFPI)            | Platin                                                                 | 30.000    |
| Polen (ZPAV)                 | 3× Diamant                                                             | 750.000   |
| Portugal (AFP)               | 2× Platin                                                              | 20.000    |
| Schweiz (IFPI)               | 2× Platin                                                              | 60.000    |
| Spanien (Promusicae)         | 4× Platin                                                              | 160.000   |
| Vereinigte Staaten (RIAA)    | 3× Platin                                                              | 3.000.000 |
| Vereinigtes Königreich (BPI) | 4× Platin                                                              | 2.400.000 |
| Insgesamt                    | 54× Platin · 4× Diamant ·                                              | 9.793.333 |

### Text from Your Ex (Tinie Tempah)
| Land/Region                  | Auszeichnungen für Musikverkäufe (Land/Region, Auszeichnung, Verkäufe) | Verkäufe |
| ---------------------------- | ---------------------------------------------------------------------- | -------- |
| Vereinigtes Königreich (BPI) | Silber                                                                 | 200.000  |
| Insgesamt                    | 1× Silber ·                                                            | 200.000  |

### Symphony (Clean Bandit)
| Land/Region                  | Auszeichnungen für Musikverkäufe (Land/Region, Auszeichnung, Verkäufe) | Verkäufe  |
| ---------------------------- | ---------------------------------------------------------------------- | --------- |
| Australien (ARIA)            | 5× Platin                                                              | 350.000   |
| Belgien (BRMA)               | Platin                                                                 | 30.000    |
| Dänemark (IFPI)              | 2× Platin                                                              | 180.000   |
| Deutschland (BVMI)           | 3× Gold                                                                | 600.000   |
| Frankreich (SNEP)            | Diamant                                                                | 233.333   |
| Italien (FIMI)               | 4× Platin                                                              | 200.000   |
| Kanada (MC)                  | 4× Platin                                                              | 320.000   |
| Neuseeland (RMNZ)            | Platin                                                                 | 30.000    |
| Norwegen (IFPI)              | 4× Platin                                                              | 240.000   |
| Österreich (IFPI)            | Platin                                                                 | 30.000    |
| Polen (ZPAV)                 | Diamant                                                                | 250.000   |
| Portugal (AFP)               | 2× Platin                                                              | 20.000    |
| Schweiz (IFPI)               | 2× Platin                                                              | 40.000    |
| Spanien (Promusicae)         | 2× Platin                                                              | 120.000   |
| Vereinigte Staaten (RIAA)    | Platin                                                                 | 1.000.000 |
| Vereinigtes Königreich (BPI) | 4× Platin                                                              | 2.400.000 |
| Insgesamt                    | 1× Gold · 34× Platin · 2× Diamant ·                                    | 6.043.333 |

### Mad Love (David Guetta&Sean Paul)
| Land/Region                  | Auszeichnungen für Musikverkäufe (Land/Region, Auszeichnung, Verkäufe) | Verkäufe  |
| ---------------------------- | ---------------------------------------------------------------------- | --------- |
| Brasilien (PMB)              | 2× Platin                                                              | 80.000    |
| Dänemark (IFPI)              | Gold                                                                   | 45.000    |
| Deutschland (BVMI)           | Gold                                                                   | 200.000   |
| Frankreich (SNEP)            | Platin                                                                 | 200.000   |
| Italien (FIMI)               | Platin                                                                 | 50.000    |
| Kanada (MC)                  | Platin                                                                 | 80.000    |
| Polen (ZPAV)                 | 2× Platin                                                              | 40.000    |
| Spanien (Promusicae)         | Platin                                                                 | 40.000    |
| Vereinigtes Königreich (BPI) | Gold                                                                   | 400.000   |
| Insgesamt                    | 3× Gold · 8× Platin ·                                                  | 1.135.000 |

## Auszeichnungen nach Musikstreamings

### Bombo (Adelén)
| Land/Region     | Auszeichnungen für Musikverkäufe (Land/Region, Auszeichnung, Verkäufe) | Verkäufe  |
| --------------- | ---------------------------------------------------------------------- | --------- |
| Norwegen (IFPI) | 3× Platin                                                              | 9.000.000 |
| Insgesamt       | 3× Platin ·                                                            | 9.000.000 |

### Impossible (James Arthur)
| Land/Region          | Auszeichnungen für Musikverkäufe (Land/Region, Auszeichnung, Verkäufe) | Verkäufe  |
| -------------------- | ---------------------------------------------------------------------- | --------- |
| Spanien (Promusicae) | Gold                                                                   | 4.000.000 |
| Insgesamt            | 1× Gold ·                                                              | 4.000.000 |

### Symphony
| Land/Region  | Auszeichnungen für Musikverkäufe (Land/Region, Auszeichnung, Verkäufe) | Verkäufe   |
| ------------ | ---------------------------------------------------------------------- | ---------- |
| Japan (RIAJ) | Gold                                                                   | 50.000.000 |
| Insgesamt    | 1× Gold ·                                                              | 50.000.000 |

## Statistik und Quellen
| Land/RegionAuszeichnungen für Musikverkäufe (Land/Region, Auszeichnungen, Verkäufe, Quellen) | Silber     | Gold       | Platin         | Diamant       | Verkäufe   | Quellen                   |
| -------------------------------------------------------------------------------------------- | ---------- | ---------- | -------------- | ------------- | ---------- | ------------------------- |
| Australien (ARIA)                                                                            | —          | Gold1      | 31× Platin31   | —             | 2.205.000  | aria.com.au               |
| Belgien (BRMA)                                                                               | —          | Gold1      | 5× Platin5     | —             | 175.000    | ultratop.be               |
| Brasilien (PMB)                                                                              | —          | 3× Gold3   | 3× Platin3     | 6× Diamant6   | 1.460.000  | pro-musicabr.org.br       |
| Dänemark (IFPI)                                                                              | —          | 4× Gold4   | 9× Platin9     | —             | 1.050.000  | ifpi.dk                   |
| Deutschland (BVMI)                                                                           | —          | 6× Gold6   | 8× Platin8     | —             | 4.100.000  | musikindustrie.de         |
| Frankreich (SNEP)                                                                            | —          | Gold1      | 2× Platin2     | 2× Diamant2   | 1.034.366  | snepmusique.com           |
| Irland (IRMA)                                                                                | —          | —          | Platin1        | —             | 15.000     | Einzelnachweise           |
| Italien (FIMI)                                                                               | —          | 2× Gold2   | 20× Platin20   | —             | 1.030.000  | fimi.it                   |
| Japan (RIAJ)                                                                                 | —          | Gold1      | —              | —             | —          | riaj.or.jp                |
| Kanada (MC)                                                                                  | —          | Gold1      | 23× Platin23   | —             | 1.880.000  | musiccanada.com           |
| Mexiko (AMPROFON)                                                                            | —          | —          | —              | Diamant1      | 300.000    | amprofon.com.mx           |
| Neuseeland (RMNZ)                                                                            | —          | —          | 8× Platin8     | —             | 150.000    | aotearoamusiccharts.co.nz |
| Niederlande (NVPI)                                                                           | —          | —          | 7× Platin7     | —             | 510.000    | nvpi.nl                   |
| Norwegen (IFPI)                                                                              | —          | —          | 18× Platin18   | —             | 620.000    | ifpi.no                   |
| Österreich (IFPI)                                                                            | —          | 2× Gold2   | 2× Platin2     | —             | 90.000     | ifpi.at                   |
| Polen (ZPAV)                                                                                 | —          | 2× Gold2   | 7× Platin7     | 7× Diamant7   | 1.535.000  | olis.pl                   |
| Portugal (AFP)                                                                               | —          | —          | 6× Platin6     | —             | 60.000     | Einzelnachweise           |
| Schweden (IFPI)                                                                              | —          | 2× Gold2   | 2× Platin2     | —             | 140.000    | sverigetopplistan.se      |
| Schweiz (IFPI)                                                                               | —          | —          | 8× Platin8     | —             | 220.000    | hitparade.ch              |
| Spanien (Promusicae)                                                                         | —          | 3× Gold3   | 10× Platin10   | —             | 500.000    | elportaldemusica.es       |
| Vereinigte Staaten (RIAA)                                                                    | —          | Gold1      | 14× Platin14   | —             | 14.500.000 | riaa.com                  |
| Vereinigtes Königreich (BPI)                                                                 | 6× Silber6 | 4× Gold4   | 24× Platin24   | —             | 17.720.000 | bpi.co.uk                 |
| Insgesamt                                                                                    | 6× Silber6 | 34× Gold34 | 208× Platin208 | 16× Diamant16 |            |                           |